# Набер, Владимир Густавович
Владимир Густавович Набер (1959—2015) — советский и казахстанский игрок в хоккей с мячом.

## Биография
Уроженец Караганды.
В угольной столице Казахстана с 1970 года занимался хоккеем с шайбой в ДЮСШ «Автомобилист».
В 1976 году получил предложение из Алма-Аты: не только сменить команду, но и вид спорта. Так Владимир Набер стал игроком клуба по хоккею с мячом «Динамо» (Алма-Ата). В чемпионате СССР и чемпионате России Владимир Набер провёл 385 игр. В составе динамовского клуба Владимир стал чемпионом СССР 1990, вторым призёром чемпионатов 1979 и 1981, третьим — 1983 и 1992 годов, финалистом Кубка СССР 1984 года. Третий призёр Кубка европейских чемпионов 1990 года.
В составе сборной Казахстана принял участие в чемпионате мира 1995 года, на котором казахстанцы выиграли турнир в группе «В» и завоевали путёвку в группу «А».
В 1998 году переехал на постоянное место жительства в Германию. Умер в 2015 году в Ратингене близ Дюссельдорфа.